# Lombardia Tour
El Lombardia Tour era una competició ciclista d'un dia que es disputa a la Llombardia (Itàlia). Només es van disputar tres edicions de 2006 a 2008, i l'última va formar part del calendari de l'UCI Europa Tour. No s'ha de confondre amb el Giro de Llombardia.

## Palmarès
| Any  | Vencedor            | Segon               | Tercer             |
| ---- | ------------------- | ------------------- | ------------------ |
| 2006 | Marco Cattaneo      | Volodymyr Zagorodny | Derik Zampedri     |
| 2007 | Fausto Fognini      | Alessandro Colo     | Aristide Ratti     |
| 2008 | Aleksejs Saramotins | Alexsandr Dyachenko | Luciano Barindelli |